# أنطوني باسي
أنطوني باسي (بالإنجليزية: Anthony Bassey)‏ لاعب كرة قدم نيجيري، ولد في (20 يوليو 1994).

## مسيرة اللاعب
نشأ في أكاديمية أسباير ولعب مع نادي يوبين البلجيكي و إنتقل إلى نادي الوكرة في عام 2017 و انتقل إلى نادي المرخية في عام 2019 و وقع مع نادي النجوم في عام 2020.

## روابط خارجية
- أنطوني باسي على موقع قاعدة بيانات كرة القدم.إي يو (الإنجليزية)
- أنطوني باسي على موقع Soccerway.com (الإنجليزية)
- أنطوني باسي على موقع عالم كرة القدم.نت (الإنجليزية)